# シトシン
シトシン (cytosine) は核酸を構成する5種類の主な塩基のうちのひとつで、ピリミジン塩基である。分子量は 111.10。右図の構造に対応するIUPAC名は 4-アミノピリミジン-2(1H)-オン (4-aminopyrimidin-2(1H)-one) であるが、ほかに互変異性として、3H体と、4-アミノピリミジン-2-オールをとることができる。
シトシンから誘導されるヌクレオシドはシチジンである。DNA、あるいはRNAの二重鎖構造の中ではグアニンと3本の水素結合を介して塩基対を作る。

## 関連物質
- シチジン
- シチジル酸（シチジン一リン酸） (CMP)
- シチジン二リン酸 (CDP)
- シチジン三リン酸 (CTP)